# Société anonyme de la raffinerie des Antilles
La Société anonyme de la raffinerie des Antilles, abrégée en SARA, est une société anonyme qui possède une raffinerie en Martinique, ainsi que des dépôts d'hydrocarbures en Guadeloupe et en Guyane.

## Historique
La société est créée en 1969 par la volonté du général de Gaulle afin de pourvoir assurer l'indépendance énergétique constant et régulier aux Antilles, et contribuer au développement économique des îles de la Martinique et de la Guadeloupe. Le marché des carburants est approvisionné par la SARA en Guyane depuis 2007. 
La Sara est lancée par les deux groupes pétroliers français de l'époque, Elf et Total, en association avec les groupes étrangers : Shell, Esso et Texaco.
En 1970, le démarrage du dépôt de Jarry (Guadeloupe) est effectué puis en 1971, c'est le démarrage de la raffinerie (Martinique).
En 1982, le dépôt de Dégrad des Cannes (Guyane) est mis en service.
En 1991, le pipeline transportant du kérosène entre la raffinerie et l'aéroport du Lamentin (Martinique) est construit.
En 1994, extension du dépôt de Jarry dont la construction du pipeline transportant du kérosène entre le dépôt de Jarry et l'aéroport Guadeloupe - Pôle Caraïbes.
En 1995, extension de la raffinerie avec la mise en service de la nouvelle unité d'hydrodésulfuration des gazoles et du Sulferox ainsi qu'une unité de récupération du soufre dans les gaz combustibles.
En 1996, les turbines à gaz pour l'unité de production d'électricité sont mises en service.
En 2000, le nouveau dépôt de Kourou (Guyane) est mis en service.
En 2001, des unités de récupération des vapeurs  sont mises en place en Martinique et Guadeloupe.
En 2004, démantèlement du dépôt de Sainte-Thérèse (Fort-de-France, Martinique).
En 2005, mise en place d'une unité de récupération des vapeurs au dépôt de Dégrad des Cannes (Guyane).
En 2007, mise en service de la colonne raffinage des essences et de nouveaux stockages (Martinique).
En 2009, elle la société est sévèrement critiquée par les grévistes du collectif LKP pour avoir maintenu des tarifs élevés des carburants.
Fin 2010, l'approvisionnement est étendu au gaz et au Jet.
En 2017, les actionnaires sont Rubis (71 %), Sol (29 %).
Le décret du 8 novembre 2010 fixe son cadre de fonctionnement économique, et permet aux trois préfets de région (Martinique, Guadeloupe et Guyane) de fixer le prix maximum sortie SARA commun aux 3 DFA. Un arrêté préfectoral permet de publier la structure des prix des produits administrés, et fixer le prix maximum de vente en station service.

## Description d'activité
La raffinerie est située sur la commune du Lamentin, en Martinique, sur 43 ha grâce à des unités de traitement du pétrole brut importé et une capacité de stockage de 166 400 m3 de pétrole brut et 79 975 m3 de produits finis. Le pétrole est importé de la mer du Nord (Flotta, Ekofisk, Oseberg...) ou du Venezuela (Santa Barbara) et plus récemment d'Afrique de l'Ouest.
Le pétrole raffiné est transformé en fioul gaz, GPL, essence, kérosène, gazole, fuel oil pour être utilisé en Martinique, en Guadeloupe (dépôt de Jarry) et en Guyane (dépôts de Dégrad des Cannes et Kourou).
La raffinerie a une capacité de traitement de 800 000 tonnes de pétrole brut et la logistique permet la distribution de 1,4 million de tonnes de produits finis chaque année. La SARA utilise au total 7 appontements sur les 3 départements : 1 en Guadeloupe, 3 en Martinique et 2 en Guyane. Elle génère environ 600 emplois directs et indirects sur les 3 départements français d'Amérique.
Ses établissements sont tous classés Seveso seuil haut.
En 2021, son chiffre d'affaires s'élève à 787,6 millions d'euros.

## Description de la raffinerie
La raffinerie est composée d'une distillation atmosphérique, d'un hydrotraitement des essences, d'une unité de stabilisation et de fractionnement des essences, d'une réformeur catalytique, d'une colonne d'extraction du benzène, d'une unité de fractionnement de gaz, de deux unités d'hydrotraitement des distillats (une unité sur JET et une sur Gazole), d'une unité de traitement de soufre, de deux turbines à combustible, d'un traitement des eaux résiduaires ainsi que d'unités d'utilités (production d'eau, de vapeur, d'air).
Ses installations permettent de produire des carburants aux normes européennes afin d'approvisionner les trois départements français d'Amérique en SP95 et gazole moteur.